# Aphaenogaster floridana
Aphaenogaster floridana é uma espécie de inseto do gênero Aphaenogaster, pertencente à família Formicidae.